# Heinrich Rudolf Meili

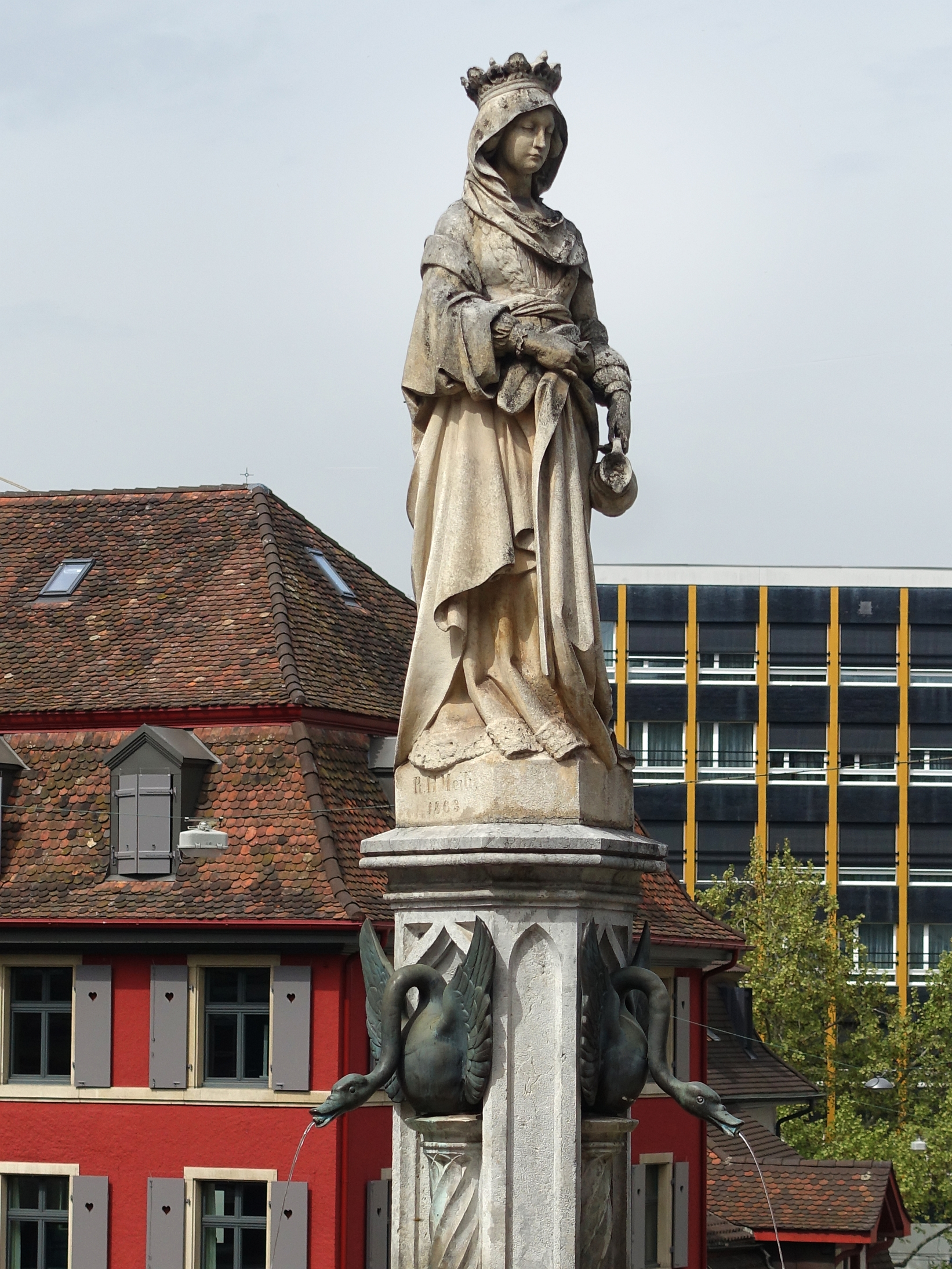
Brunnenfigur der Elisabeth von Thüringen, Basel

Heinrich Rudolf Meili (* 13. März 1827 in Binningen; † 23. August 1882 ebenda) war ein Schweizer Bildhauer.

## Leben und Werk
Meili wuchs in Binningen auf und machte in Arlesheim bei Faller und in Freiburg im Breisgau im Betrieb von Joseph und Franz Sales Glänz eine Ausbildung zum Holzbildhauer. Danach studierte er für kurze Zeit an der Kunstakademie München bei Ludwig Michael von Schwanthaler. Nach dessen Tod 1848 kehrte Meili nach Binningen zurück und arbeitete dort als Bildhauer. 1853 heiratete er Katharina Riggenbach. Ab 1860 arbeitete er als Lehrer an der Basler Zeichenschule am Steinenberg, einer Vorgängerin der heutigen Gewerbeschule, in der junge Handwerker Unterricht im Zeichnen und Modellieren erhielten. Max Leu war ein Schüler von Meili.
Meili schuf in der Schweiz, insbesondere in der Stadt Basel, zahlreiche dekorative Arbeiten wie Porträtbüsten, ein Grabrelief und dekorative Plastik sowie die monumentalen Gruppen Handel und Industrie für den Basler Centralbahnhof 1863. Die Werke wurden später bei einem Umbau zerstört. Im Basler Stadtbild ist insbesondere das Standbild der heiligen Elisabeth von Thüringen  (die hl. Elisabeth ist die Schutzpatronin der Armen) am Klosterberg nahe der Elisabethenkirche bekannt. Sie teilt Brot und Wasser an die Bedürftigen aus. Die Vorlage für sein Werk sah er in den Seitenflügeln des Sebastiansaltars von Hans Holbein dem Älteren, welche die Heiligen Barbara und Elisabeth zeigen. 1876 schuf Meile das in neugotischem Stil aus Sandstein gehauene Denkmal zur Erinnerung an den Treppenhauseinsturz des Schulhauses in Hellikon am Weihnachtstag des Jahres 1875, bei dem 75 Menschen, unter ihnen viele Schulkinder, zu Tode gekommen waren.
Ein weiteres Werk ist eine der zwei Denkmalbüsten für das Stifterehepaar der Elisabethenkirche, Christoph Merian und Margarethe Merian-Burckhardt, das in der Gruft unter der Kirche in zwei Marmorsarkophagen beigesetzt ist.

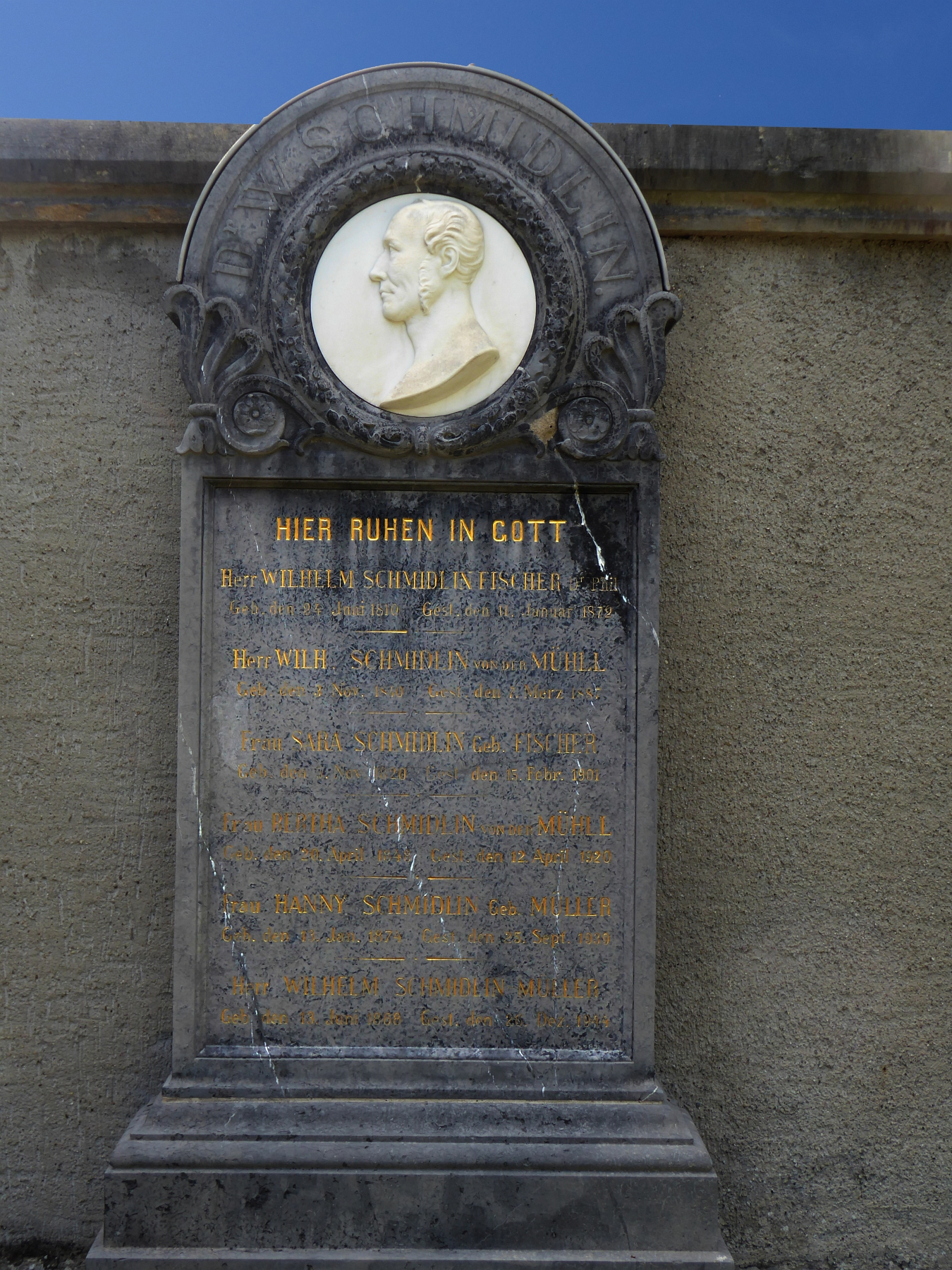
Grabmalmedaillon für Wilhelm Schmidlin auf dem Friedhof Wolfgottesacker

Weitere Werke sind auf dem Friedhof Wolfgottesacker zu sehen: das Grab von Johann Jakob Speiser, Grabmalmedaillons für Wilhelm Martin Leberecht de Wette und für Wilhelm Schmidlin (1810–1872), Centralbahn-Direktor, Basel.